# Keith Urban
Keith Lionel Urban (Whangarei, Új-Zéland, 1967. október 26. –) négyszeres Grammy-díjas ausztrál countryénekes, dalszerző-szövegíró, aki főként az Amerikai Egyesült Államokban ért el sikereket.

## Pályafutása
Alig volt kétéves, amikor családjával Új-Zélandról Ausztráliába költöztek, ahol már 6 évesen elkezdett gitározni, énekelni. 15 évesen otthagyta az iskolát, hogy csak a zenével foglalkozhasson. Számos díjat elnyert gitárosként és énekesként is. 1990-ben az ausztráliai EMI kiadó szerződtette, első albumának több dala is slágerlista-vezető volt.
1992-ben az amerikai Nashville-be költözött, Brooks&Dunn-nal és Alan Jackson-nal dolgozott együtt gitárosként. Később megalakította a The Ranch nevű háromtagú együttest. 1997-es (egyetlen) nagylemezük dalait a kritika méltatásai ellenére a rádiók nem játszották, ezért Urban 1998-ban szólókarrierbe kezdett. Időközben a sikertelenség drogfüggővé tette, de önként bevonult egy helyi rehabilitációs központba, hogy megszabaduljon szenvedélybetegségétől.
Első amerikai szólóalbuma 1999-ben jelent meg Keith Urban címmel, melyről három dal Top 5 Hit lett és meghozta számára a szakmai elismeréseket is. 2001-ben az énekes a Playgirl magazin címlapján is szerepelt.
2002-ben jelent meg második nagylemeze Golden Road címmel, amelyről a Somebody Like You című dal hozta meg számára a sikert. 2006-ban és 2008-ban is Grammy-díjat nyert. 2009-es új albuma (Defying Gravity) az amerikai Billboard listán első helyezést ért el Prince és Diana Krall új albumai előtt. Felesége Nicole Kidman színésznő.
Dolgozott Charlie Daniels-szel, Emerson Drive-val, Garth Brooks-szal, a Dixie Chicks-szel, Paul Brandttel, Olivia Newton-John-nal Nelly Furtadóval.   2005-ben a Live 8 koncerten három dalt adott elő.  A Live Earth koncerten New York-ban 2007. július 7-én Alicia Keys lépett fel vele egy közös produkcióban, melyben a Gimme Shelter-t dolgozták fel.

## Lemezek
- 1991 Keith Urban (Ausztrália)
- 1997 The Ranch (USA)
- 1999 keith urban (USA)
- 2002 Golden Road (USA)
- 2004 In the Ranch (újbóli kiadás) (USA)
- 2004 Be Here (USA)
- 2005 Days Go By (UK)
- 2006 Love, Pain and the whole crazy thing
- 2007 18 Kids (Greatest Hits); 18 Kids CD-DVD Spec. Edition (USA)
- 2009 Defying Gravity (USA)

## DVD-k
- 2004 Video Hits (USA)
- 2005 Livin' Right Now (USA)
- 2008 Love Pain and the Whole Crazy World Tour (USA)

## Díjai, elismerései
- 1977 Legjobb szólista előadó (junior)  a Country Music Awards of Australia-n (Ausztrál Country Zenei Díjak)
- 1978 Special Encouragement-díj (Különleges Reménység-díj), a Country Music Awards of Australia-n (Ausztrál Country Zenei Díjak)
- 1980 Legjobb junior gitáros-díj, a Country Music Awards of Australia-n (Ausztrál Country Zenei Díjak)
- 1981 Legjobb gospel énekes-díj, a Country Music Awards of Australia-n (Ausztrál Country Zenei Díjak)
- 1982 Legjobb duett-díj, a Country Music Awards of Australia-n (Ausztrál Country Zenei Díjak)
- 1982 Legjobb junior gitáros-díj, a Country Music Awards of Australia-n (Ausztrál Country Zenei Díjak)
- 1983 Junior férfi énekes-díj, a Country Music Awards of Australia-n (Ausztrál Country Zenei Díjak)
- 1990 Star Maker-díj  (Sztár Csináló-díj)a Country Music Awards of Australia-n (Ausztrál Country Zenei Díjak)
- 1991 Arany Gitár-díj, a Country Music Awards of Australia-n (Ausztrál Country Zenei Díjak)
- 1991 Legjobb új tehetség-díj, a Country Music Awards of Australia-n (Ausztrál Country Zenei Díjak)
- 1992 Arany Gitár-díj, a Country Music Awards of Australia-n (Ausztrál Country Zenei Díjak)
- 1992 Év férfi énekese-díj, a Country Music Awards of Australia-n (Ausztrál Country Zenei Díjak)
- 1997 Arany Gitár-díj (instrumentális), a Country Music Awards of Australia-n (Ausztrál Country Zenei Díjak)
- 1998 Arany Gitár-díj (instrumentális), a Country Music Awards of Australia-n (Ausztrál Country Zenei Díjak)
- 2001 Top új férfi énekes, az amerikai Academy of Country Music Awards-on (Country Zenei Akadémiai Díjak)
- 2001 Horizont-díj, az amerikai Country Music Association Awards-on (Country Zenei Szövetség Díjai)
- 2001 Kiemelkedő teljesítmény-díj, az ausztrál ARIA Awards-on
- 2001 Férfi énekes-díj, a VMA Awards-on
- 2003 Év country albuma-díj, Golden Road c. albumért, az ausztrál ARIA Awards-on
- 2003 Év dala-díj (a Somebody Like You c. dalért), a BMI Awards-on
- 2003 Év videóklipje-díj (a Somebody Like You c. dalhoz), a TCMA Awards-on
- 2004 Év férfi énekese-díj, az amerikai Country Music Association Awards-on
- 2004 Legjobb külföldi zene-díj, az amerikai FCMA Awards-on
- 2005 Év albuma-díj, Be Here, az amerikai Country Zenei Akadémiától
- 2005 Top férfi énekes-díj, az amerikai Country Zenei Akadémiától
- 2005 Év művésze-díj, a Francia Country Zenei Szöv.-től
- 2005 Év country albuma, Be Here, az ausztrál ARIA Awards-on
- 2005 Év férfi énekese-díj, az amerikai Country Music Association Awards-on
- 2005 Év előadója-díj, az amerikai Country Music Association Awards-on
- 2005 Év nemzetközi művésze-díj, az amerikai Country Music Association Awards-on
- 2005 Év Top Selling Pop Catalog albuma-díj, Golden Road, az amerikai Billboard Awards-on
- 2006 Grammy-díj(Legjobb férfi country-előadás a You'll think of me című dalért)
- 2006 Top férfi énekes-díj, az amerikai Country Music Awards-on
- 2006 Legjobb élő előadás-díj, a Francia Country Zenei Szöv.-től
- 2006 Év férfi énekese-díj, az amerikai  Country Music Association Awards-on
- 2007 Év legjobb country zenei albuma-díj (Love, Pain And The Whole Crazy Thing), az ausztrál ARIA Awards-on
- 2008 Grammy-díj (Legjobb férfi country-előadás a  Stupid boy című dalért)

## Fordítás
- Ez a szócikk részben vagy egészben  a   Keith Urban című angol Wikipédia-szócikk ezen változatának fordításán alapul.  Az eredeti cikk szerkesztőit annak laptörténete sorolja fel. Ez a jelzés csupán a megfogalmazás eredetét és a szerzői jogokat jelzi, nem szolgál a cikkben szereplő információk forrásmegjelöléseként.